# Ronny Spaans
Ronny Grønning Spaans, född 1975 i Mo i Rana, är en norsk professor i nordisk litteratur vid universitetet i Oslo.
Spaans var 2006-2008 med i redaktionen för den norsk-svenska kulturtidskriften Aorta. Han avlade doktorsexamen 2015 med en avhandling om Jan Six van Chandeliers poesi, och arbetade efter det som timlärare i nederländskt språk och litteratur 2017-2023. Han var försteemanuens i nordisk litteratur vid Nord universitet 2018-2023.